# Тристан Тцара
Триста́н Тцара́ (также Тзара́, фр. Tristan Tzara; настоящее имя и фамилия Сами (Самуэль) Розеншток (рум. Samuel (Sami) Rosenstock); 16 апреля 1896, Мойнешти, Румыния — 24 декабря 1963, Париж) — румынский и французский поэт еврейского происхождения.

## Жизненный и творческий путь
Основатель дадаизма («Первое небесное приключение господина Антипирина», 1916; «25 стихотворений», 1918; «7 манифестов дада», 1916—1924). В дальнейшем деятельный участник сюрреалистского движения («Эссе о положении поэзии», 1931). Совместно с Йоном Виня один из основателей журнала «Символ» («Simbolul»).
В 1936 вступил во Французскую коммунистическую партию. Участвовал в Сопротивлении. По окончании войны и восстановлении французской независимости Тцара получил гражданство Франции. В течение 1945 года при Временном правительстве Французской Республики он был представителем Юго-Западного региона в Национальном собрании. В 1956 вышел из рядов ФКП в знак протеста против подавления Венгерского восстания силами советской армии. В 1960 году он был среди интеллектуалов, которые протестовали против действий Франции в алжирской войне. Похоронен в Париже, на кладбище Монпарнас. Был женат на шведской художнице Грете Кнутсон.

## Произведения
Автор сборников стихов на румынском языке:
- «Первой стихии Тристана Тцары или Инсуррекция в Цюрих» (1934)[1]

Автор сборников стихов на французском языке:
- «Приблизительный человек» (1931)
- «Завоеванные полдни» (1939)
- «Говорить в одиночку» (1950)
- «Внутренний облик» (1953)
- «Дозволенный плод» (1956)

## Публикации на русском языке
- Песенка дада. Смерть Гийома Аполлинера / Пер. А. Парина // Западноевропейская поэзия XX века. — М.: Художественная литература, 1977. — С. 604—606.
- [Стихи] / Семь веков французской поэзии в русских переводах. — СПб: Евразия, 1999. — С. 589—591.
- Тристан Тцара. Стихи. Пер. В. Парнаха // Парнах В. Жирафовидный истукан. — М.: «Пятая страна», «Гилея», 2000. — С. 101—104. — ISBN 5-901250-01-X.
- Поэзия французского сюрреализма. — СПб: Амфора, 2003. — С. 79-100.
- Газовое сердце: Три ДАДАдрамы. Пер. и коммент. С. Шаргородского. – Б. м.: Salamandra P.V.V., 2012. – 108 c., илл. – PDF. – (Библиотека авангарда, Вып. VII).
- Тристан Тцара. Сюрреализм и литературный кризис. - М.: ИМЛИ РАН, 2016 (предисловие, перевод, комментарии Е.Д. Гальцовой). - 96 с.
- Тристан Тцара. Лицо наизнанку. -  М.: Наука, сер. Литературные памятники. 2018. Переводчик и автор послесловия - Н.Л. Сухачев.
- Тристан Тцара. 7 манифестов дада. - М.: Государственный музей В.В. Маяковского, 2016. Перевод Николая Зубкова, предисловие Елены Гальцовой.